# 中村かさね
中村 かさね（なかむら かさね、9月11日 - ）は、青森朝日放送のアナウンサー。

## 来歴
宮城県出身。東北学院大学教養学部地域構想学科在学中に「せんだい・杜の都親善大使」に選ばれ、2015年5月から1年間仙台市の広報活動に従事した。また、在学中にはテレビ朝日アスクにも通っていた。
2017年4月に青森朝日放送に入社し、同期の服部未佳とともに同局のアナウンサーになる。入社から4年後（入社5年目）の2021年には、ANNアナウンサー賞の「ナレーション部門」で新人賞を受賞した。

## 担当番組
- とくもり！[1]
- ハッピィGO![1]
- 夢はここから生放送 ハッピィ - アシスタントMC[5]（2018年4月 - 2023年3月）、ナレーター[6]
- スーパーJチャンネルABA - 天気担当[5]、「一品食堂 〜令和に残したいふるさとの味〜」ディレクター兼リポーター[7]
- 広報はちのへ[5]
- ツカエルくんのえねタン[5]
- GO! ABA[8]
- ハレのちあした[6]
- スーパーJチャンネルあおもり